# Гасымлы, Муса Джафар оглы
Муса Джафар оглы (Джафарович) Гасымлы (азерб. Musa Cəfər oğlu Qasımlı; род. 28 октября 1957, Хамарканд, Ярдымлинский район) — азербайджанский историк, доктор исторических наук (1992), профессор (1998), основатель и директор Института Кавказоведения НАНА (2015–2024), член-корреспондент Национальной академии наук Азербайджана (2017), депутат IV, V, VI и VII созывов Милли Меджлиса Азербайджанской Республики, заместитель председателя Милли Меджлиса с 23 сентября 2024 года.

## Биография
Муса Гасымлы родился 28 октября 1957 года в селе Амаркенд Ярдымлинского района Азербайджанской ССР. В 1974 году с отличием окончил среднюю школу. В том же году поступил в исторический факультет Азербайджанского государственного университета (нынешний Бакинский государственный университет) и в 1979 году окончил с отличием. По направлению работал в Ярдымлинском районе. В 1982—1985 гг. продолжил своё образование на очном отделении аспирантуры на кафедре новой и новейшей истории стран Европы и Америки, где был специализирован по истории международных отношений. В 1986 году защитил кандидатскую, а в 35 лет — докторскую диссертацию, став таким образом, самым молодым доктором исторических наук в стране. Он первый уроженец Ярдымлы, удостоенный учёной степени доктора наук, учёного звания профессора и член-корреспондента. С 1986 по 1992 год работал преподавателем, старшим преподавателем, доцентом на кафедре новой и новейшей истории стран Европы и Америки и заместителем декана исторического факультета БГУ. Является профессором кафедры новой и новейшей истории стран Европы и Америки Бакинского государственного университета.
Решением Президиума НАНА от 27 января 2016 года был назначен на должность директора Института Кавказоведения. 24 июня путем голосования на собрании отделения общественных наук НАНА был избран директором, а 29 июня был утверждён на эту должность Президиумом НАНА.
С 1992 года по 1997 работал в отделе международных отношений Милли Меджлиса Азербайджанской Республики.
7 ноября 2010 года в выборах IV созыва Милли Меджлиса от Сумгаитского II избирательного округа № 42, 1 ноября 2015 года в выборах V созыва, 9 февраля VI созыва Милли Меджлиса от Ярдымлинско-Масаллинского избирательного округа № 72 был избран депутатом парламента. Является заместителем председателя Комитета науки и образования Милли Меджлиса. Кроме того, является руководителем рабочей группы по межпарламентским связям с Афганистаном, членом рабочих групп по межпарламентским связям с Турцией, Канадой, Бразилией, Перу, Мексикой, Аргентиной, Данией, Мальтой, Эстонией, Боснией и Герцеговиной, а также председателем рабочей группы по межпарламентским связям с Афганистаном. Был членом Совета по прессе Азербайджана. Является членом Координационного Совета азербайджанцев мира.
В 2024 году на парламентских выборах в Азербайджане, которые состоялись 1 сентября, одержал победу в Ярдымлы-Масаллинском избирательном округе №75. Официально избран депутатом Милли Меджлиса Азербайджана седьмого созыва, первое заседание которого состоялось 23 сентября 2024 года.
По указу президента Азербайджанской Республики был удостоен ордена «Шохрат» (28.10.2017). Кроме того, был награждён нагрудным знаком «Передовой работник образования» (2009) Министерством Образования Азербайджанской Республики, памятной медалью Академии Наук Республики Казахстан (10.11.2017), по указу президента Азербайджанской Республики юбилейной медалью Азербайджанской Республики «100-летие Азербайджанской Демократической Республики (1918—2018)», медалью «Парламент» Милли Меджлиса Азербайджанской Республики по случаю 100-летия парламента Азербайджана (2018), по распоряжению Министерства иностранных дел Азербайджанской Республики юбилейной медалью Азербайджанской Республики «100-летие органов дипломатической службы Азербайджанской Республики (1919—2019)» (09.07.2019), по приказу начальника Государственной пограничной службы юбилейной медалью Азербайджанской Республики «100-летие Охраны Границ Азербайджана» (14.08.2019).

## Политическая деятельность
7 ноября 2010 года был избран депутатом Милли Меджлиса IV созыва по 42-му Сумгайытскому округу. 1 ноября 2015 года — депутатом V созыва, а 9 февраля 2020 года — VI созыва от 72-го Ярдымлы-Масаллинского округа. Занимал пост заместителя председателя комитета по науке и образованию Милли Меджлиса, возглавлял межпарламентскую рабочую группу Азербайджан–Афганистан, был членом рабочей группы с парламентами Турции, Канады, Бразилии, Перу, Мексики, Аргентины, Дании, Мальты, Эстонии, Боснии и Герцеговины.
Был членом правления Совета прессы Азербайджана и Совета по связям с азербайджанцами мира. 1 сентября 2024 года вновь избран депутатом VII созыва от 75-го Ярдымлы-Масаллинского округа. 23 сентября 2024 года избран заместителем председателя Милли Меджлиса.
Муса Гасымлы исследовал ряд актуальных и ранее малоизученных вопросов истории Азербайджана, в том числе:
- международные культурные связи Азербайджана (1946–1991);
- обсуждение ситуации в Южном Азербайджане на Генеральной Ассамблее ООН после движения Сейида Джафара Пишевари;
- политико-дипломатические отношения Азербайджана и Турции (1920–1922);
- создание и деятельность армянских вооружённых формирований в годы Первой мировой войны;
- внешняя политика великих держав в отношении Азербайджана (1914–1918);
- политико-дипломатические отношения СССР и Турции (1960–1991);
- борьба Азербайджана за независимость и роль иностранных государств (1920–1945);
- “армянский вопрос” и миф о “геноциде армян” (1724–1920);
- деятельность армянских организаций и Армении против Азербайджана и Турции (1920–1994);
- геополитическая борьба в Южном Кавказе между Россией, Турцией и стран Антанты (1920–1923);
- внешняя политика Азербайджана (1991–2003);
- история азербайджанского парламентаризма;
- политическая история Азербайджана (1991–2021).

Кроме Азербайджана, он проводил исследования в архивах и библиотеках ООН (Вена), ОБСЕ (Прага), а также в архивах России, США, Турции, Грузии, Великобритании и других стран. Его первая крупная работа была посвящена международным культурным связям Азербайджана в послевоенный период до распада СССР. Муса Гасымлы первым в отечественной историографии проанализировал обсуждение “азербайджанского вопроса” на Генассамблее ООН в 1946 году, показав, что начало “холодной войны” следует искать не в Европе, а в событиях на Южном Азербайджане. Он также является автором трёхтомной монографии о политике великих держав в отношении Азербайджана в годы Первой мировой войны, а также трудов о борьбе за независимость Азербайджана (1920–1945), политико-дипломатической борьбе в Южном Кавказе (1920–1923), массовых переселениях армян и их вооружённых выступлениях против тюрко-мусульманского населения. Муса Гасымлы написал первую в Азербайджане монографию о внешней политике страны в 1991–2003 годах, а также двухтомную «Политическую историю Азербайджана (1991–2021)».
Он является автором 18 фундаментальных книг и более 100 научных статей, опубликованных на азербайджанском, английском, испанском, турецком, русском, украинском, польском, румынском, персидском, арабском, албанском и других языках. По состоянию на апрель 2025 года его работы цитировались 394 раза в 55 странах. Он выступал более чем на 50 научных конференциях в Азербайджане и 50 международных конференциях в США, Польше, Болгарии, Германии, Нидерландах, России, Турции, Грузии, Иране, странах Балтии, Казахстане и других странах. Автор учебников по истории международных отношений, истории стран Европы и Америки. Член редакционных советов научных журналов в Турции, Румынии, Украине, Грузии и других странах.
В 2004 году проходил научную стажировку в Университете Джорджа Мейсона (США, Вирджиния).
Является членом ряда научных советов и комиссий в Азербайджане. Под его руководством защитились 27 кандидатов и 3 доктора наук, включая иностранных граждан.

## Научная деятельность
Исследование неизученных актуальных проблем истории Азербайджана — международные культурные связи Азербайджана (1946—1991), обсуждение в ООН ситуации, созданной в Южном Азербайджане после движения Сеид Джафара Пишевари, дипломатические и политические отношения между Азербайджаном и Турцией (1920—1922), иностранные государства и Азербайджан (1920—1922), подготовка и деятельность армянских вооружённых формирований добровольцев во время Первой мировой войны, политика больших государств в отношении Азербайджана (1914—1918), дипломатические и политические отношения между СССР и Турцией (1960—1991), борьба азербайджанцев за независимость и иностранные государства (1920—1945), от армянского вопроса к армянскому геноциду (1724—1920), Южный Кавказ между странами Антанты, России и Турции (1920—1923) и др. связаны с его именем.
Муса Гасымлы работал в архивах Азербайджана, России, Турции, США, Грузии, ООН в Австрии, ОБСЕ в Чехии и др. и написал труды. Первая большая исследовательская работа М. Гасымлы была посвящена международно-культурным связям Азербайджана после Великой Отечественной войны, вплоть до распада СССР. Изучение динамики и результатов развития международных культурных связей Азербайджана, осуществляемые под контролем Центра ещё в период советской власти на основе ценных архивных материалов, стало успешным началом. После издания этой монографии в Баку, она была опубликована и в грузинском издательстве «Артанудчи».
В 1992—1993 годах М. Гасымлы исследовал обсуждение положения в Южном Азербайджане после движения Пишевари на первом собрании Генеральной Ассамблеи ООН и в 1993 году его труд «Азербайджанский вопрос в международных отношениях» был издан в издательстве «Азернешр». Это было впервые исследовано в азербайджанской историографии. Профессор раскрыв суть дебатов двух представителей, участвующих на Генеральной Ассамблее ООН — представителя СССР в ООН, выходца из Азербайджана А. Вышинского и представителя Ирана в ООН, родом из Ордубада, Сейид Гасана Тагизаде о выводе советских войск из Ирана, изучил политику США и СССР в Южном Азербайджане. Автор в своём произведении пишет о том, что на Западе считают, что «холодная война» началась в Европе, а на самом деле первым кризисом «холодной войны» стал вопрос Южного Азербайджана. Он отмечает: "Долгое время в истории существовал ненаучный тезис о том, что зачинщиками «холодной войны» являются США и страны Запада. Теперь «холодная война» завершилась. Главный её зачинщик Советский Союз распался и в этой войне одержали победу страны Запада. После выступления бывшего премьер-министра Великобритании У. Черчилля 5 марта 1946 года в городе Фултоне, азербайджанский вопрос стал самым спорным в международных отношениях со времен возникновения «холодной войны» (с. 24—25). Это стало новизной, внесённой профессором в историческую науку Азербайджана и всего Запада. Затем различные азербайджанские историки исследовали эту проблему и развили его концепцию о роли Южного Азербайджана, как первого кризиса в зарождении «холодной войны».
После этого М. Гасымлы изучил дипломатические и политические отношения Азербайджана с иностранными государствами, в том числе с Турцией до вхождения в состав СССР. Это были годы относительной независимости. Он проанализировал методы, используемые большевистской Россией, которые препятствовали внешней политике Азербайджана, что повлекло за собой закрытие его представительств за рубежом. Книга была издана не только в Баку, но и в Турции и Иране. Профессор М. Гасымлы впервые в стране изучил место Азербайджана в политике великих держав во время Первой мировой войны и написал трёхтомную монографию. Также он впервые в Азербайджане исследовал подготовку и деятельность армянских добровольческих формирований на Кавказском фронте. На эту тему он выступал с докладами на различных симпозиумах, впоследствии эти лекции были опубликованы. Написанная М. Гасымлы книга «Борьба Азербайджана за независимость и иностранные государства (1920—1945 гг.)» была опубликована в 2006 году в Стамбуле в издательстве «Какнус». Она стала одной из самых продаваемых книг на международной книжной ярмарке в городе Франкфурт.
Муса Гасымлы также изучил дипломатическую и политическую борьбу России, Турции и стран Антанты за влияние на Южном Кавказе. С позиции, принятого в азербайджанской историгорафии, изучил переселение армян на территории Российской империи, проблематику армяно-азербайджанских взаимоотношений. Монография была опубликована на русском, турецком и английском языках в нескольких странах мира.
16 монографий, более 80 научных статей в известных журналах, посвящённые неизученным проблемам истории Азербайджана были опубликованы на испанском, английском, турецком, русском, украинском, польском, румынском, персидском и др. языках в США, Аргентине, Турции, Великобритании, Германии, России, на Украине, в Польше, Румынии, Казахстане, Македонии, Молдове, Грузии, Иране, Кипре, Чехии. За рубежом его монографии получили многократные положительные отзывы. Учёные из США, Великобритании, России, Турции, Украины, Грузии, Ирака, Румынии, Польши, Молдовы, Литвы, Эстонии, Казахстана, Венгрии и др. 271 раз ссылались на его труды.
Научные работы, изданные в Азербайджане и за рубежом, принесли М. Гасымлы славу и известность видного историка. 1983 по 2017 гг. выступал с докладом на более 50 проводимых в Азербайджане научных конференциях.
1985 по 2017 гг. на более, чем 50 международных научных конференциях — в Орландо, Сан-Франциско, Лос-Анджелесе (США), Пловдиве (Болгария), Кракове, Варшаве (Польша), Билькенте, Стамбуле, Анкаре, Элазыге, Эрзуруме, Игдире, Ардагане, Трабзоне, Измире, Эдирне, Бандырма Эскишехер, Ушак, Битлис, Малатье, Кайсери, Кахраманмараш, Гиресун, Байбурт, Анталии, Алании (Турция), Москве, Екатеринбурге, Нижним Новгороде, Ростове на Дону (Россия), Тифлисе, Батуми (Грузия), Газимагусе, Лефкоше, Гирне (Северный Кипр), Тегеране, Тебризе (Иран), Вильнюсе (Литва), Одессе, Киеве (Украина), Туркестане (Казахстан), Таллине (Эстония), Амстердаме (Голландия), Франкфурте, Кёльне, Берлине, Дортмунде, Билефельде, Гамбурге (Германия), Скопье (Македония), Вене (Австрия), Будапеште (Венгрия) и др. выступил с докладами и достойно представил историческую науку Азербайджана.
Профессор М. Гасымлы является автором учебников и программ для высших учебных заведений по истории международных отношений и новейшей истории стран Европы и Америки, состоящих из двух частей.
М. Гасымлы является действительным членом Ассоциации исследования Ближнего Востока в США (Университет Аризона), Общества исследований Центральной Азии (Гарвардский университет), Центра исследований Центральной Азии и Кавказа (Турция), Евразийских исследований Румынии (Румыния), Кавказских и Ближневосточных исследований, ЦСИ Туран и др.
Профессор М. Гасымлы является членом редакционного совета научных журналов «Türk bilimi», «Atatürk yolu» (Турция), «Кавказ и мир» (Грузия), «История» (Украина), «Евразийских исследований Румынии» (Румыния) и др.
М. Гасымлы работал в исследовательской программе Университета Джордж Мейсона, находящемся в штате Вирджиния США (2004).
Он был членом Ассоциации политических наук СССР, Научного Совета Академии наук СССР по истории международных отношений и внешней политике (1987—1991), сопредседателем спецсовета по защите докторской диссертации Института Истории НАНА (1997—1999), научно-методического совета министерства образования (1997—1999), Экспертного совета по специализации «История и политические науки» Высшей аттестационной комиссии при президенте Азербайджанской Республики (2004—2007). Член Диссертационного совета БГУ.
Под руководством профессора Мусы Гасымлы было защищено 18 кандидатских и 3 докторские диссертации.

## Научные труды

### Монографии
В Азербайджане
- Азербайджанская Республика в международных меридианах. — Баку: Гянджлик, 1992. — 5,58 п. л.[3]
- Азербайджанский вопрос в международных отношениях. — Баку: Азернешр, 1993. — 4,2 п. л.
- Азербайджан в системе международных отношений (1991—1995 годах). — Баку: Гянджлик, 1996. — 8,7 п. л.
- Азербайджан и международные парламентские организации (совместно с Н. Ахундовым). — Баку: Мутарджим, 1996. — 5,5 п. .
- Внешняя политика Азербайджана (вопросы концепции). — Баку: Мутарджим, 1997. — 7,5 п.л.
- Азербайджано-турецкие дипломатическо-политические отношения (апрель 1920 — декабрь 1922 г.). Баку: Мутарджим, 1998. — 7,5 п. л.
- Иностранные государства и Азербайджан (дипломатическо-политические отношения в период с апрельской оккупации до образования СССР). — Баку: Изд. Ганун, 1998. — 22,5 п. л.
- Азербайджанская политика великих государств в годы Первой Мировой Войны (1914—1918 гг.). / В трех частях. — Ч. I. (август 1914 — октябрь 1917 года). — Баку: Изд. Ганун, 2000. — 15 п. л.
- Азербайджанская политика великих государств в годы Первой Мировой Войны (1914—1918 гг). / В трех частях. — Ч. II. (ноябрь 1917 года — ноябрь 1918 года). — Баку: Изд. Адилоглу, 2001. — 15 п. л.
- Министры иностранных дел Азербайджана (совместно с Э. Гусейновой). — Баку: Адилоглу, 2003. — 7 п. л.; Баку: Мутарджим, 2013. — 9 п. л. Повторно пересмотренное издание.
- Азербайджанская политика великих государств в годы Первой Мировой Войны (1914—1918 гг). / В трех частях. — Ч. III. (документы, материалы, карты, фотографии). — Баку: Изд. Адилоглу, 2004. — 35 п. л.
- Премьер-министры Азербайджана (совместно с Джавидом Гусейновым). — Баку: Изд. Адилоглу, 2005. — 8,3 п. л.
- Гейдар Алиев — путь к независимости (1969—1987 годы). — Баку: Изд. БГУ, 2006. — 38 п. л.
- Отношения между СССР и Турцией (после переворота в Турции 1960 года до развала СССР). — I т. 1969—1979. — Баку: Изд. Адилоглу, 2007. — 560 с.
- Отношения между СССР и Турцией (после переворота в Турции 1960 года до развала СССР). — II т. 1979—1991. — Баку: Изд. Адилоглу, 2009. — 400 с.
- От «армянского вопроса» к «армянскому геноциду»: в поисках исторической истины (1724—1920). — Баку: Мутарджим, 2014. — 464 с.
- From the «Armenian issue» to the «Armenian genocide»: Searching for Historical Truth (1720—1920). — Баку: «N print studiya» LLC. 2015. — 492 p.
- Внешняя политика Азербайджана (1991—2003). — Ч. I. — Баку: Мутарджим, 2015. — 648 с.
- Внешняя политика Азербайджана (1991—2003). — Ч. II. — Баку: Мутарджим, 2015. — 664 с.
- .Ermənistanın sovetləşdirilməsindən Azərbaycan ərazilərinin işğalınadək erməni iddiaları: tarix-olduğu kimi (1920-1994-cü illər). Bakı: Azərbaycan Respublikasının Prezidenti yanında Elmin İnkişafı Fondu, 2016. — 520 s.
- Azərbaycan parlamentarizmi tarixi . 2 cilddə. I cild. Bakı, 2018, 688 s. (B.Muradova və V.Qafarov ilə birgə).
- Azərbaycan parlamentarizmi tarixi . 2 cilddə. I cild. Bakı, 2018, 680 s. (B.Muradova ilə birgə).

За рубежом
- Uluslararası ilişkilerdə Güney Azerbaycan meselesi (40-lı yıllar). — Ankara: Asena, 1997, 80 s. (Турция).
- Азербайджано-турецкие дипломатическо-политические отношения (апрель 1920 г.- декабрь 1922 г.). — Тебриз: Изд. Тебриз, 1999 (перевод на персидский язык — Али Дашгына), 7,5 п. л. (на персидском языке).
- Азербайджан в международно-культурных связях (1946—1990). — Тбилиси: Изд. Артануджи, 2005. — 15 п/л. (Грузия).
- Azerbaycan türklerinin milli mücadele tarihi. 1920—1940. İstanbul: Kaknüs, 2006. — 704 s. (Турция).
- СССР-Турция: от нормализации до новой холодной войны. 1960—1979-е гг. — М.: ИНСАН, 2008. — 576 с. (Россия).
- Турция-СССР: от переворота до распада. 1980—1991. — М.: ИНСАН, 2010. — 418 с. (Россия).
- SSCB-Türkiye ilişkileri.Türkiyede 1980 Darbesinden SSCB-nin Dagılmasına kadar. — İstanbul: Kaknüs, 2012, 464 s. (Турция).
- Украино-азербайджанские политические отношения: история и современность. — Киев: Издательский дом Дмитрия Бураго, 2012. — 160 с. (О.Купчик, А. Дамиров) (Украина).
- Türkiye-Sovyet Sosyalist Cumhuriyetleri Birliği ilişkileri. — Ankara: Atatürk Araştırmaları Merkezi Yayınları, 2013. — 599 s. (Турция).
- Анатолия и Южный Кавказ в 1724—1920-е гг.: в поисках исторической истины. — М.: ИНСАН, 2014. — 550 с. (Россия).
- Kafkaslarda ermeni sorunu. 1724—1920. — Ankara: İpek Universitesi yayınları, 2014. — 484 s. (Турция).
- Азербайджан, Армения и Турция в 1920—1994 гг.: реальная история. — М.: ИНСАН, 2016. — 616 с. (Россия).
- Внешняя политика Азербайджанской Республики (1991—2003 гг.). — Ч. I. — М.: ИНСАН, 2016. — 704 с. (Россия).
- Внешняя политика Азербайджанской Республики (1991—2003 гг.). — Ч. II. — М.: ИНСАН, 2016. — 724 с. (Россия).
- Ermeni sorunu ve büyük devletler. 1724—1920. Ankara, Astana yayınları, 2017. 480 s. (Tурция).
- Azerbaycan, Ermenistan ve Türkiye: gerçek tarih arayışı (1920—1994). Ankara, Atatürk Araştırma Merkezi, 2019. 642 s. (Tурция).

Учебники и учебные пособия
- Политическая история (курс лекции). Учебное пособие . — Ч. II. (автор трёх лекций. с. 420—434) (коллектив). — Баку: Изд. БГУ, 1993. — 15 п. л.; Баку: Изд. Шур, 1995. — 176 с.; Баку: Изд. Ширван, 1997. — 160 с.
- История международных отношений (XX век. Ч. I. 1900—1945 года). Учебник (соавтор). — Баку: Изд. БГУ, 1998. — 18,75 п. л.
- Современная история стран Европы и Америки. — Ч. I . Учебник. — Баку: Изд. Бакинского Университета, 2003, 23,12 п. л.; Повторное издание: Баку: Изд. Адилоглу, 2007. — 23,75 п. л.; 2012. — 25 п. л. (Повторно пересмотренное издание).
- Перспективы подготовки учителя и среднего образования. (На основе западной системы образования). Учебного пособия для учителей. — Баку: Изд. Адилоглу, 2005 (совместно с учёными США). — 29,62 п. л
- Современная история стран Европы и Америки. — Ч. II. Учебник. — Баку: Изд. Адилоглу, 2008. — 353 с.
- Новейшая история. Учебник для средних школ XI класса. — Баку: Изд. Чашыоглу, 2010. — 10,32 п. л.(коллектив); Повторное издание: Баку: Изд. Чашыоглу, 2014. — 126 с. (коллектив).
- Новая история. Учебник для средних школ XI класса. — Баку: Изд. Ковсар, 2011. — 7,5 п. л.(коллектив).

Программы и методические работы
- Азербайджанская Республика в международно-культурных связях (1946—1990 годы). / Программа спец. курса. — Баку: Изд. БГУ, 1992. — 0,7 п. л.
- Внешняя политика Азербайджана. / Программа. — Баку: Изд. Азербайджанский Университет, 1997. — 0,8 п. л.
- Иностранные государства и Азербайджан (дипломатически-политические отношения от апрельской оккупации до образования СССР). Программа спец курса. — Баку: Изд. Бакинский Университет, 1998. — 0,8 п. л.; Повторное издание. — Баку: 2001. — 0,8 п. л.
- История стран Европы и Америки. Программа. — Баку: ББУ, 1999. — 0,3 п. л.
- Программа по предмету истории для всеобщеобразовательных школ V—XI классов Азербайджанской Республики. — Баку: Министерство Образования, 2000, 284 с. (коллектив).
- Современная история стран Европы и Америки. / Программа. — Баку: Изд. «T.S.», 2002. — 48 с. (коллектив).
- Внешняя политика Соединённых Штатов Америки (1945—2008). / Программа. — Баку: 2009. — 10 с.
- Фактор США в отношениях СССР и Турции (1960—1991). / Программа. Баку: 2009. — 16 с.
- История международных отношений (1648—2008). / Программа. — Баку: 2009. — 18 с.

### Научные статьи
В Азербайджане
- Важное направление культурного сотрудничества. // Jurnal "Kitablar aləmində ", 1983, № 4, 0,2 ç.v.
- Международные отношения и вопросы внешней политики СССР Азербайджан в историографии СССР (70-80 годы). // Известия НАНА. История, философия, право, 1989. — № 1. — С. 3—9 (совместно с Р. Оруджовым; на русском языке).
- О международно-культурных связях Азербайджана в 1946—1990 годах. / Выступления молодых исследователей по проблемам истории Азербайджана на II научно-республиканской конференции. 27—28 марта. — Баку: 1991. — С. 182—184.
- Азербайджан в международно-культурных связях 1946—1990 годах. // Известия БГУ. История, право, философия, 1992, № 1. — 0,4 п. л.
- Азербайджанская Республика в международно-культурных связях 1946—1990 годах. // Известия НАНА. История, философия, право, 1993, № 3—4. — С. 3—6.
- Азербайджан в международно-культурных связях 1946—1990 годах. // Известия БГУ. История, право, философия , 1994, № 1. — 0,5 п. л.
- Отношение Англии, Франции, США и Турции к потере независимости Азербайджана в результате апрельской оккупации. // Журнал «Tarix və onun problemləri». — Баку: 1997, № 2. — С. 190—198.
- Положение иностранных граждан после апрельской оккупации. // Журнал «Ганун». — 1997, № 19. — С. 38—39.
- Вопрос о запрете деятельности мусаватских организаций в Азербайджано-турецких отношениях. (1920—1922 годах). // Журнал «Мусават». — 1997, № 7. — С. 25—26.
- Отношения Азербайджана с Литвой, Латвией и Эстонией (1920—1922 годах). // Журнал «Мутарджим», 1997, № 4. — С. 60—63.
- Список азербайджанских селений, ограбленных и опустошенных до марта 1918 года в Иреванской губернии в архивных документах. // Журнал «Tarix və onun problemləri». −1998, № 1. — С. 20—27.
- Азербайджано-российские дипломатическо-политические отношения (1920—1922 года). // Журнал «Международная жизнь», 1998, № 1. — С. 51—62.
- Увольнение с работы и преследование сотрудников дипломатических представительств Азербайджана зарубежом после апрельской оккупации (1920—1922 годах). — Советский тоталитаризм на Кавказе(20-30 годы), материалы международной научной конференции. — Баку: Хазарский Университет, 1998. — С. 75 — 77.
- Письмо Маленкова Багирову. // Журнал «Ганун», 1998, № 13—14. — С. 11—13.
- Роль царской России в поднятии мятежей армянами и другими народами против Турции в некоторых российских документах. // Журнал «Tarix və onun problemləri». — 1998, № 3. — С. 60—75.
- Вопрос об обмене пленников в отношениях между Азербайджаном, Россией, Турцией, Францией. // Журнал «Мусават». — 1998, № 9. — С. 14—18.
- Вопрос Южного Азербайджана в международных отношениях. — Журнал «21 Azər», 1998, декабрь, № 1, с. 12-13.
- Факторы, влияющие на усиление национального самосознания азербайджанцев во время Первой Мировой войны. — «Национальное самосознание». Тезисы национального коллоквиума. 21-24 апреля 1999 год. Баку: Изд. Западный Университет, 1999, с. 138—141.
- Объединение внешнеполитической деятельности Азербайджана с Южно-Кавказскими республиками и ликвидация зарубежных представительств после апрельской оккупации. — Азербайджанская Демократическая Республика и современный период. Сборник статей. Баку: Изд. Дипломат, 1999, с. 45-55.
- Международные конференции и Азербайджан. Известия БГУ. История, право, философия,1999, № 4, с. 138—144.
- Причины активизации великих государств в политике Азербайджана после октябрьского переворота. — Сборник статей современных проблем Азербайджанской истории. Баку: Изд. Хазарский Университет, 2000, с.152-164.
- Russian Policy in the South Azerbaijan during the First World War. «Journal of Azerbaijan Studies». Baku: 2000, vol. 3, № 2, p. 48-52.
- Региональная политика России. — Журн. «Стратегический анализ», Баку: 2002, № 1, с. 12-19.
- Территориальные претензии Армении к Азербайджану в первые годы после второй мировой войны. — Карабах вчера, сегодня и завтра. I общереспубликанская научно-практическая конференция. Тезисы. Баку: Изд. Шуша, 2002, с. 133.
- Вопрос о подготовке и размещение азербайджанских дипломатов 1969—1982 годах. -Гейдар Алиев и актуальные проблемы подготовки дипломатических кадров. Баку: Изд. АИЯ, 2004, с. 67-69.
- Об обучение предмета современная история стран Европы и Америки. — Гейдар Алиев и актуальные проблемы подготовки дипломатических кадров. Баку: Изд. АИЯ, 2004, с. 149—150.
- Влияние процесса урегулирования конфликтов на отношения между Востоком и Западом. (Общий взгляд). — Журн. «Ипек йолу» , 2004, № 2, с. 56-59.
- Произведение Анджея Фурьере о Кавказе. — Журн. «Мутарджим», 2004, № 1(2), 27(28), с. 103—104.
- Энциклопедия Азербайджанской Демократической Республики. В 2-х томах. I том. Баку: Изд. Лидер, 2004, 440 с. (автор 30 статей).
- Иран в международных отношениях во время конституционной революции. Конституционная революция-100. — Материалы международной научной конференции. Баку, 8-9 июня 2005. Баку: Изд. Гюнеш, 2005, с. 17-24.
- History of British-Azerbaijani relations: Britain’s Azerbaijani Policy (November 1917- September 1918). — Visions of Azerbaijan and Britain, spring, 2006, vol. 1.1, p. 38-43.
- Azerbaijan Democratic Republic. — Visions of Azerbaijan and Britain, summer, 2006, vol. 1.2, p. 44-47.
- Апрель 1920 года: Отношение великих государств к потере независимости Азербайджана. — Газ. «525», 2007, 7 апреля, № 59 (2409); 14 апреля, № 64 (2414); 21 апрель № 69(2419); 28 апреля, № 74 (2424), 1,4 п. л.
- Türk Kafkas İslam Ordusu Harekatının Azerbaycan tarihindeki Önemi. — Abdulahmit Avşar. Aydınların gözüyle Azerbaycan. Ziyalılarla kültür gezileri. Bakı, 2007, s.128-141.
- Официальная история или народная история? — Методологические и актуальные проблемы истории. — Международная научно-теоритическая конференция. НАНА Институт Истории и Общество азербайджанских историков. Тезисы. Баку, 27-28 июня 2007 год. Баку: 2007, с. 16-19.
- Путь к независимости Азербайджана: сравнительный анализ внутренних и внешних факторов.-История традиций государственности Азербайджана. — Международный симпозиум, посвящённый созданию Азербайджанской Демократической Республики и 90 освобождения Баку. Тезисы. Баку, 13-14 сентября. Баку: 2008, с. 9-10.
- Гейдар Алиев и тюркский мир. — Журн. «Каспий Из», 2008, № 1 (2), s. 1011; № 2 (3), s. 18-31.
- Политика большевистской России на Южном Кавказе. — Азербайджанская Демократическая Республика и Кавказская Исламская Армия. Баку: Изд. Нурлар, 2008, с. 92-134.
- Политика стран Антанты на Южном Кавказе. — Азербайджанская Демократическая Республика и Кавказская Исламская Армия. Баку: Изд. Нурлар, 2008, с. 191—224.
- Судьба лидеров младотурок в контексте отношений Турции и советской России. Джемал Паша. — Журн. «Каспий Из», 2008, декабрь, № 12 (13), с. 24-27.
- Влияние карабахской проблемы созданной в результате агрессивного сепаратизма и военной агрессии Армении на тюркский мир. — XI Конгресс дружбы, братства и сотрудничества тюркских государств и его обществ. Лекции, выступления, принятые документы. Bakı: Yurd NPB, 2008, s. 43-58.
- Ликвидация Министерства иностранных дел и «новое направление внешней политики» Азербайджанская Демократическая Республика. — Журн. «Мир дипломатии», Баку, 2009, № 23, с. 66-74.
- Азербайджан между Россией и Турцией. (1920—1922). — Журн. «Мир дипломатии», Баку, 2010, № 26, с. 47-56.
- Геополитические изменения в конце 80-х в начале 90-х годов XX века. — Журн. «Геостратегия», 2011, № 1 (1), с. 22-29.
- Переселение армян на азербайджанские территории и её результаты. — Аналитическо-информационный журнал «Милли Меджлис», 2011, март-апрель, с. 60-65.
- Крах социализма: Результаты геополитических событий в социалистических Европейских странах и СССР. — Журн. «Стратегический анализ», Баку ,2011, № 2 (2), с. 44-50.
- Сотрудничество историков тюркского мира: текущая ситуация и перспективы (взгляд из Азербайджана). — Лекция представленная на международной научной конференции на тему "Тюркский мир: вчера и сегодня. Тезисы. 23-24 мая 2011 год. Общество азербайджанских историков и Исторический факультет Бакинского государственного университета. Баку: 2011, с. 216—217.
- Переселение армян на азербайджанские территории и её результаты. — Аналитическо-информационный журнал «Милли Меджлис», 2011, май-июнь, с. 98-101.
- Азербайджан под угрозой: от большевистской оккупации до агрессии Армении (1920—1988). — Журн. «Стратегический анализ», Баку 2011, № 1 (2), с. 46-68.
- Азербайджан: От советской республики к независимому государству. — Журн. «Геостратегия», Баку 2012, № 01 (07), с. 15-20.
- Накануне массовых убийств на Южном Кавказе(1903—1904). — Аналитическо-информационный журнал «Милли Меджлис», Баку, 2012, март-апрель с. 70-73.
- Март 1918 год: Массовое убийство в Баку. — Журн. «Зерифлик», Баку, 2012, № 8, март-апрель, с. 42-43.
- Массовые убийства в Баку. (февраль 1905 год). — Аналитическо-информационный журнал «Милли Меджлис», Баку, 2012, сентябрь -октябрь, с. 62-69.
- Массовое убийство в Баку (август-октябрь, 1905). — Аналитическо-информационный журнал «Милли Меджлис», Баку, 2012, ноябрь-декабрь, с. 45-47.
- Массовое убийство в Баку (март 1918 год). — Аналитическо-информационный журнал «Милли Меджлис», Баку, 2013, март-апрель, с. 82-87.
- Подготовка армянских вооружённых формирований и их деятельность (август 1914 год- август 1915 год). — Журн. «Стратегический анализ», Баку, 2015, № 1 (12), с. 9-32.
- Баку — 31 марта 1918 года: история как есть. — Журн. «Мир науки», Баку, 2015, № 1-2 (10), с. 21-26.
- Территориально-пограничные вопросы на русско-турецкой конференции и в Московском договоре. — Журн. «Мир дипломатии», Баку, 2016, № 41, с. 104—121.
- Территориально-пограничные вопросы на русско-турецкой конференции и в Московском договоре. — НАНА. Известия. Серия общественных наук. 2016, № 1, s. 31-44.
- Формирование внешней политики независимого Азербайджана: прочные и надежные основы международных отношений. — На пути независимости- 25. Баку: Изд. Шарг-Гярб, 2016, с. 272—292.
- Внешняя политика: реалии, достижения и перспективы. — На пути независимости-25. Баку: Изд. Шарг-Гярб, 2016, с. 328—349.
- Ermənilərin Cənubi Qafqaza gətirilməsi və Azərbaycan əleyhinə fəaliyyətlər (1920-1930-cu illər). — «Milli Məclis» analitik-informasiya jurnalı, 2017, mart-aprel, s. 70-77.
- Переселенческая политика на Кавказе в XIX веке и её последствия (на основе российских архивных материалов). — AMEA. Xəbərlər. İctimai elmlər seriyası. Bakı, 2017, № 1, 15-20.
- The Activity of Armenian forces in the South Caucasus and Anatolia (February, 1917 — February, 1918). — The Reality of Genocide. Baku, 2017, p. 100—110.
- Cənubi Qafqaz Rusiya, Türkiyə və Antanta arasında (1920—1922). — Qafqazşünasların Birinci Beynəlxalq Forumu. Elmi məruzələr. I kitab. Bakı, 2017, s. 14-18.
- О некоторых проблемах истории Первой Азербайджанской Республики // AMEA. Xəbərlər. İctimai elmlər seriyası. Bakı, 2018, № 1, s. 4-14.
- İnsanlıq əleyhinə ağır cinayət — 31 mart 1918-ci il soyqırımı // Milli Məclis analitik informasiya jurnalı. Bakı, mart-aprel 2018, s. 46-51.
- Müsəlman Şərqinin ilk Cümhuriyyəti // "Diplomatiya aləmi jurnalı, Bakı, 2018, № 48, s. 176—186.

За рубежом
- Ermenistan-Azerbaycan savaşının gerçək yüzü. Quzey Kıbrıs, Lefkoşa, «Birlik» gazetesi, 1996, 19, 20, 21, 24 Aralık. (Кипр).
- Азербайджанское консульство в Иркутске. — Современные методы и технологии преподавания международных отношений. Ч. II. Екатеринбург: Изд. Уральский Университет, 1999, с. 67-68. (Россия).
- Ermənilərin Osmanlı imperatorluğu əleyhinə terrorçuluğa təhrik edilməsində rus dövlətinin rolu (ocak 1914-mart 1915). — XIII türk tarix konqresi. Məruzələrin tezisləri. Ankara: Türk Tarix Kurumu Basımevi, 1999, s. 83-85. (Tурция).
- Ataturk and Azerbaijan (1920—1922). The Ataturk 4th International Congress/summaries of Papers.October 25-29. Turkistan-Kazakhistan, 1999, p. 55-56 . (Казахстан).
- Ermenilərin Osmanlı imperatorluğu aleyhine terrorçuluğa tehrik edilmesinde rus devletinin rolu (ocak 1914 — mart 1915). XIII türk tarih konqresi. Meruzeler. Ankara: Türk Tarih Kurumu Basımevi, 1999, s. 535—539 (Турция).
- (Türkiyə).Osmanlı.12 ciltlik. II cilt. Siyaset. Birinci dünya sava yllarnda Osmanl devletinin Azerbaycan politikası. Ankara, «Yeni Türkiye» yayınları, 1999, s. 595—608. (Турция).
- Ataturk and Azerbaijan (1920—1922). — The Ataturk 4-th International Gongress. C. 1. October 25-20 1999. Turkistan-Kazakstan.Ankara: 2000, p. 511—515. (Казахстан).
- 1920—1922 yıllardakı Azerbaycan-Türkiye diplomatik-siyasi alakalar. — Türk dünyası Araştırmaları. Istanbul: № 124, Şubat 2000/01, s. 113—146. (Турция).
- Kıbrıs meselesi Azerbaycan Sovyet basınında (1983—1991). — III Uluslararası Kıbrıs Araştırmaları konqresi.13-17 kasım 2000. III cilt. Kıbrıs, Qasimaqosa, Doğu Ak deniz Universitesi, 2000, s. 247—354. (Кипр).
- 20 ASIR Azerbaycan tarihində; 1920—1922 yıllarındakı; Azerbaycan-Türkiye diplomatik-siyasi alakalar. — «Türk Dünyası Araştırmaları» jurnalı, İstanbul: № 128, Ekim 2000, s. 119—149. (Турция).
- Дипломатические представительства иностранных государств в Советском Азербайджане (апрель 1920 г.- октябрь 1923 г.). — Проблемы всеобщей истории в контексте подготовки педагогических кадров. Вопросы всеобщей истории. Вып. II.- Екатеринбург, 2000, с. 58-65. (Россия).
- 1914—1918). Türk diplomasisinin Kuzey Azerbaycan’ı Kurtarma operasyonu. — «Tarih. Türk dünyası Tarih və kültür dergisi», İstanbul, 2001/04-172, nisan, s. 49-52. (Турция).
- Bakünün kurtarılması uğruna türk diplomasisinin mücadilesi 1918 yılı. — «Avrasya dosyası», Ankara: 2001, cilt 7, sayı 1, s. 18-55. (Турция).
- Ermeni soykırımı oldumu? -«Tarih. Türk dünyası Tarih və kültür dergisi». İstanbul: 2001/10-178, Ekim, s. 44-49. (Турция).
- Azerbaycan arşiv belgelerində türklərə qarşı töredilən soykırım. — Uluslararası türk-erməni ilişkiləri Sempozyumu. Özetler. 24-25 Mayis 2001. İstanbul T.C. İstanbul Universitesi Rektorluğu, 2001, s. 558.(Турция).
- Azerbaycan arşivlerindeki rus ve ermeni kaynaklarına istinaden ermeni silahlı gruplarının hazırlanması ve terörü (1914—1917 yılları). — Uluslararası türk-erməni ilişkiləri Sempozyumu. Bildiriler. 24-25 Mayis, 2001. İstanbul T.C. İstanbul Universitesi Rektorluğu, 2001, s. 465—487. (Турция).
- Rusya’nın Azerbaycan politikası. — «Avrasya dosyası» jurnalı, cilt 7, sayı 4, Ankara: 2002, s.253-269. (Турция).
- Türklər. 37 ciltlik. 18-ci cilt. Birinci dünya savaşı yıllarında Rusyanın Azerbaycanda türkçülük və islamçılıkla mücadilesi. — Ankara, «Yeni Türkiye» yayınları, 2002, s. 545—561. (Турция).
- Türklər. 31 ciltlik. 19-cu cilt. Azerbaycan Cumhuriyeti. Ankara: «Yeni Türkiye» yayınları, 2002, s. 121—147. (Турция).
- The Turks. 5. Russia’s struggle against Islamism and Turkism during the First World War. — Ankara: «Yeni Türkiye» Publications, 2002, s.801-816. (Турция).
- The Turks. 6. Republic of Azerbaijan. — Ankara, «Yeni Türkiye» Publications, 2002, s. 103—114. (Турция).
- The social, political and cultural impact of oil on Baku. — «Caspian Crossroads»,Washington,2002,Vol.6, № 2, Summer. (США).
- Böyük dövlətlərin Azərbaycan siyasəti (Mondros barışıöından Paris sülh konfransına qədər). — Prof., Dr. Mehmet Saraya armağan.Türk dünyasına bakışlar. İstanbul, Da yayınları, 2003, s. 283—304. (Турция).
- The status of polish citizens in conquest of 1920 in the light of new archival documents. — «Pro Georgia», Warsaw, Centre for East European Studies oriental Institute Warsaw University, 2000—2003, № 9-10, p. 155—158. (Польша).
- The role of the United States in the South Caucasus 1917—1918. — «Caspian Crossroads» Washington, 2003, vol. 6, № 3, Summer 2003.0,4 c. v. (США).
- Сравнительный анализ концепции по безопасности Южного Кавказа. — Security in the South Caucasus. The Institute for political and International Studies. Tehran: December 8-9, 2003.Tehran, 2003, p. 9-10. (Иран) (На русском и фарсидском языках).
- Сравнительный анализ концепции по безопасности Южного Кавказа. — «Sprawy Wschodnie», Poznan, 2003, № 2-3(3-4), s. 103—107. (Польша).
- Ambasadorul care a ştuit sa cultive simpatie fata de tara sa (lambasaduer cultivante de la sympatie envers son pays). — İstorie şi diplomatie in telative internationale.Constanta, 2003, p. 30-36. (Румыния).
- Bakünün sosyo-politik ve kültürel hayatına petrolun etkisi. — Sözün, sazın, ateşin ülkesi Azerbaycan.Edotör: Büşra Ersanli Behar, Hüsameddin Mehmedov. İstanbul: Da Yayınçılık, 2004, s. 123—136. (Турция).
- Cemal Paşanın öldürülmesi. — «Orhun» dergisi, İstanbul: 2004, Haziran, № 64. (Турция).
- 1920 lerde Azerbaycandakı türk tebasının vaziyeti ve soviet hususi hizmet organlarının türk istihbaratçısı arayışı. — «Turan» dergisi, İstanbul, 2005, № 4, s. 119—125. (Турция).
- Азербайджано-польские культурные связи (1946—1990 гг.). — Кавказ и глобализация. Институт Всходни УАМ, Польша, 2007, с. 128—139. (Польша).
- İsrail-Livan savaşının uluslararası münasibetlere tesiri (Azerbaycandan baxış). — III Uluslararası Orta Dogu semineri materialları. Küreselleşme sürecinde Orta Doğunun yeri ve gelecegi. 1-4 Kasım 2006-cı il.Elazığ, 2007, s. 165—172. (Турция).
- Rusların türk duşmanlarına yardımları. — Türk dünyası Araşdırmaları Vakfı. «Tarih» dergisi, İstanbul, 2008, Ocak, s. 36-39. (Турция).
- Нормализация отношений СССР-Турция в 1960-е годы. — Москва: Журн. «Вопросы истории», 2009, № 4 , с. 18-44. (Россия).
- Агрессия Армении против Азербайджана. Дипломатические усилия по решению армяно-азербайджанского Нагорно-Карабахского конфликта (1987—2009). — От Майендорфа до Астаны: принципиальные аспекты армяно-азербайджанского Нагорно-Карабахского конфликта (Под редакцией Г. М. Алексеева), 2010, с. 189—243. (Россия).
- Азербайджан между Россией и Турцией (1920—1922). — Москва: Журн. «Вопросы истории», 2010, № 11, s. 25-45. (Россия).
- Taşnakların Türkiye aleyhine olan ayaklamalarda kürtleri kullanmaları. — Tarih. Türk dünyası dergisi. İstanbul, 2011, Eylül, Cilt 50. Sayı 297, s. 53-55. (Турция).
- 1920—1922 yıllarında Bolşevik Rusyanın Azerbaycan politikasına Türkiyenin yaklaşımı (Azerbaycan ve Rusya arşiv materyalleri ışıgında). — 7.Uluslararası Atatürk Kongresi.Üsküp-Manastır, Makedoniya, 17-22 Ekim 2011, MANU, 2011, s. 123—124. (Северная Македония).
- Российско-турецкие отношения в архивных документах Азербайджана (1920—1922 гг.). — II Международная конференция «Архивное востоковедение». Москва: 16-18 ноября 2011 г. — М., 2011. — С. 28—29. (Россия).
- Агрессия Армении против Азербайджана: дипломатические усилия по решению нагорно-карабахского конфликта. — Кишинау: Журн. «Право и политология», 2011, № 16, с. 20-37. (Молдова).
- Asentamento de losarmenios en la tierra de Azerbaiyan. — «Historia», Buenos-Ayres, 2012, Mart, № 125, s. 59-63. (Аргентина).
- Aggression Armenia contra Azerbaiyan. -«Historia», Buenos-Ayres, 2012, Mart, № 125, s. 88-104.(Аргентина).
- Bolşevik Rusyanın Güney Kafkasya siyaseti. — Kafkas İslam Ordusu ve Azerbaycan Halk Cumhuriyetinin oluşumu. Erzurum: Atatürk Universitesi, 2012, s. 99-133. (Турция).
- İtilaf (Antanta) devletlerinin Güney Kafkasya siyaseti. — Kafkas İslam Ordusu ve Azerbaycan Halk Cumhuriyetinin oluşumu. Erzurum, Atatürk Universitesi, 2012, s. 171—197. (Турция).
- Политика Великобритании в Азербайджане (1918 год). — Зарубежное регионоведение. Проблемы теории и практики: материалы научной конференции. Нижний Новгород, ННГУ: ФМО, 2013, с. 32-41. (Россия).
- Rusya, İngiltere ve Fransanın Osmanlıya 1915 yılı 24 Mayıs tarihli muracatının kebul edilmesinde çar hükumetinin çabaları (Rusya Dış İşleri Bakanlığı Dokumanları işığında). — 19-20 Yüzyıllarda türk-ermeni ilişkileri sempozyumu: kaynaşma-kırğınlık-ayrılık-yeni arayışlar. Uluslararası sempoyum. 5-7 ocak 2015. İstanbul: İstanbul Universitesi, 2015, s. 41-43. (Турция).
- SSCB halk hariciye komiseri G.Çiçerinin Lozan konferansı sırasında Moskovaya yazdığı gizli mektuplarında sovyet-türk ilişkileri meselesi. — 90.yılında Lozan ve Türkiye Cumhuriyeti uluslarası sempozyumu (13-15 kasım 2013, Ankara). I cilt. Ankara: Atatürk Araştırma Merkezi, 2015, s. 55-73. (Турция).
- 1920—1922 yıllarında bolşevik Rusyanın Azerbaycan politikasına Türkiyenin yaklaşımı (Azerbaycan ve Rusya arşiv materyalları ışığında). — Yedinci Uluslarası Atatürk Kongresi. 17-22 kasım 2011. II cilt. Üsküp-Manastır, Makedoniya, 2015, s. 1549—1561. (Северная Македония).
- 1828-ci ildən bu günə Qarabağ torpaqlarında demoqrafik proseslər. — Avrasiya İncelemeler Merkezi. Ankara, 21 noyabr 2014. Ankara 2015, s. 28-31. (Турция).
- Rusya, İngiltere ve Fransanın Osmanlıya 1915 Yılı 24 Mayıs Tarihli Müracaatının kabul edilmesinde Çar Hükumetinin Çabaları (Rusya Dış İşleri Bakanlığı Dokumanlığı Işığında). — 19-20 yüzyıllarda türk-ermeni ilişkileri sempozyumu: kaynaşma-kırğınlık-ayrılık-yeni arayışlar. Uluslararası Sempozyum. Bildiri Özetleri. 5-7 Ocak 2015. İstanbul, 2015, s.41-43. (Турция).
- İzmirin kirtuluşunun Rusya basını ve kamuoyuna yansımaları («İzvestiya» ve «Pravda» gazetelerinin içeriklerine dayanarak). — Kurtuluş ve kurtuluşun sembol kenti İzmir sempozyumu bildirileri. 26-28 Eylül 2012. Ankara, ATAM, 2015, s.201.-218. (Турция).
- Ermenilerin Azerbaycan topraklarına yerleşdirilmesi ve sonuçları (1828—1988). — Ankara,Yeni Türkiyə yayınları, 2013, № 54, s. 1370—1388 (Турция).
- Çarlık Rusyanın sıcak denizlere çıkma isteği ve ermeniler. — Birinci uluslararası türk-ermeni ilişkileri ve büyük gücler sempozyumu. Bildiriler. 2-4 mayıs 2012. Erzurum/Türkiye. Atatürk Universtesi, 2014, s. 103—112. (Турция).
- Rusya, İngiltere ve Fransanın Osmanlıya 1915 yılı 24 Mayıs tarihli muracatının kebul edilmesinde çar hükumetinin çabaları (Rusya Dış İşleri Bakanlığı Dokumanları işığında). — 19-20.Yüzyıllarda türk-ermeni ilişkileri sempozyumu: kaynaşma-kırğınlık-ayrılık-yeni arayışlar. Uluslararası sempoyum. İstanbul: İstanbul Universitesi, 5-7 ocak 2015, s. 41-43. (Турция).
- Birinci dünya savaşı yıllarında Osmanlı devletinin Azerbaycan politikası. — Yeni Türkiye dergisi, Kafkaslar özel sayısı -III. Aralik 2015, sayı 73, s. 169—185. (Турция).
- Birinci dünya savaşı yəllarında Rusyanın Azerbaycanda türkçülük ve islamçılıkla mücadelesi. — Yeni Türkiye dergisi, Kafkaslar özel sayısı -IV. Aralik 2015, sayı 74, s. 165—183. (Турция).
- Azerbaycan Cumhuriyeti. — Yeni Türkiye dergisi, Kafkaslar özel sayısı -V. Aralik 2015, sayı 75, s. 157—189. (Турция).
- Ermenilerin Azerbaycan topraklarına yerleştirilmeleri ve sonuçları 91828-1988). — Yeni Türkiye dergisi, Kafkaslar özel sayısı -VII. Aralik 2015, sayı 77, s. 7-25. (Турция).
- Tarihi kökenleri, gelişim seyri ve barış insiyatifleri bağlamında Ermenistanın Azerbaycana yönelik işğal politikları (1987—2010) — Yeni Türkiye dergisi, Kafkaslar özel sayısı -VII. Aralik 2015, sayı 77, s. 26-49. (Турция).
- Переселенческая политика на Кавказе в XIX в. и её последствия (на основе российских архивных материалов). — Кавказоведение: стратегия развития в XXI в. и взаимодействия с образованием. Материалы IV международного форума историков-кавказоведов. г Ростов-на-Дону. 19-20 октября 2016 г. — Ростов-на Дону: Фонд науки и образования, 2016, 31-38 (Россия).
- Russia and Turkey: The Turkish government could not remain indifferent... -«Русский вопрос», Prague, 2015, ISSUE 4, p. 10-14. (Чехия).
- Sykes-Picot antlaşmasından sonra ermeni teşkilatlarının fealiyetlerine Antant ülkeleri ve Osmanlı devletinin yaklaşımı (Mayıs 1916-Şubat 1917). — Sykes-Picotun yüzyüncü yılında Türkiye ve Ortadoğu. 12-13 Mayıs 2016. Uluslararası sempozyum. İstanbul, 2016, s. 35-45. (Tурция).
- Территориально-пограничные вопросы на Русско-турецкой конференции и в Московском договоре в 1921 г.- «Вопросы истории», Москва, 2016, № 12, s. 103—113. (Россия).
- Birinci dünya savaşından sonrakı ilk yıllarda İtilaf devletlerinin Anadolu ve Güney Kafkasiya politikası ve Rusya-Türkiye yaklaşması (Rusya kaynaklarına göre). - Yeni Türkiye dergisi, Misaki milli özel sayısı. Şubat 2017, sayı 93, s. 1183—1192. (Tурция).
- Birinci dünya savaşından sonrakı ilk yıllarda İtilaf devletlerinin Anadolu ve Güney Kafkasiya politikası ve Rusya-Türkiye yaklaşması (Rusya kaynaklarına göre). - Yeni Türkiye dergisi, Misaki milli özel sayısı. Şubat 2017, sayı 93, s. 1183—1192. (Tурция).
- Bakü-31 mart 1918: tarih olduğu kibi. — Ermeni sorununa disiplinler arası bakış: tarih-siyaset- hukuk. Ankara, Yeni Türkiyə Strateji Araşdıma Mərkəzi, 2017, s. 221—226. (Tурция).
- Февральская революция и политика государств Антанты на Южном Кавказе (март-декабрь 1917 г.) — Вестник Московского Университета. Сер. 12. Политические науки, 2017, № 1, с. 35-47. (Россия).
- Борьба за Южный Кавказ: от Февральской революции до конца 1917 г. — Юг России в условиях революционных потрясений, вооружённых конфликтов и социально-политических кризисов, 1917—2017 гг. Материалы Всероссийской научной конференции. 5-6 октября 2017 г. Ростов на Дону, 2017, с. 108—118. (Rоссия).
- Sovyet Büyük elçisinin 1923 tarihli mektuplarında Türkiyenin dış politika meseleleri // Diplomasi ve dış politika araştırmalarında arşivlerin rolü Uluslararası sempozyumu. 7-9 Nisan 2016. İstanbul. Bildiriler. T.C.DİB ve Atatürk Araştırma Merkezi. Ankara, 2018, s. 575—579 (Tурция).
- Азербайджано-российские отношения (1991—2003 гг.) // Черноморско-Каспийский Форум Сотрудничества: Безопасность | Устойчивость | Развитие: материалы международной дискуссионной площадки 06 октября 2017 г. // Ростов н/Д: Издательско-полиграфический комплекс РГЭУ (РИНХ), 2018, с. 27-33. (Россия).
- İngiliz Gazeteçi Skotland Liddel Kafkas İslam Ordusunun Bakünü Kurtarması ve Nuru Paşa Hakkında // Uluslararası Birinci Dünya Savaşının 100 yılı sempozyumu. Bidiriler kitabı. Cilt 1. Türk Tarih Kurumu ve Bitlis Eren Universitesi. Ankara, 2018, s. 317—325 (Турция).
- Этнополитическая ситуация на Южном Кавказе после октябрьского переворота в России // Социально-экономическое и политическое развитие народов Северного Кавказа (XIX-начало ХХI вв.) // Материалы Всероссийской научной конференции, посвященной 80-летию доктора исторических наук, профессора А. И. Хасбулатова. Грозный, 19-20 декабря 2017 г. Грозный, АО «ИПК»: Грозненский рабочий, 2018, с. 325—340.  (Россия).
- Реформы алфавита в Азербайджане: между необходимостью и конъюнктурной политикой // Материалы международной научной конференции «Духовное наследие Великой степи: история, современность». Астана, 2018, с. 24-29. (Казахстан).
- О некоторых проблемах истории Азербайджанской Демократической Республики // Азербайджанская Республика-100. Sankt Peterburq, Нестор-История, 2018, с. 116—134. (Россия).
- Как Иреван стал столицей Армении // İrs jurnalı. M., 2018, № 2 (92), s. 22-27. (Россия).
- Antanta ölkələrinin Cənubi Qafqaz siyasəti (oktyabr-dekabr 1917-ci il) // 18-ci Türk Tarik Konqresi. 1-5 oktyabr 2018. Ankara. Məruzənin tezisləri. Ankara, 2018, s. 180. (Турция).
- События 1905—1906 гг. в Иреванской губернии и органы царской власти (на основе архивных документов) // Пятые Всероссийские (с международным участием) историко-этнографические чтения, посвященные памяти профессора Магомедова Расула Магомедовича. Сборник статей. Махачкала, Издательство ДГУ, 2018, с. 89-95. (Россия).
- Azerbaycan-Gürcistan ilişkileri (1918—1920). — III Uluslararası Türk-Gürcü ilişkileri sempozyumu. 2-3 aralık 2019. Ankara, TTK, 2019, s. 59 (Турция).
- Azerbaycan, Rusya, İngiltere, Fransa ilişkilerinde Malta sürgünlerinin Baküdeki ingiliz ve frnasızlarla mübadelesi meselesi (Rusya ve Azerbaycan kaynaklarına göre). — 1918—1919. Mütarekeren Milli Mücadleye. Hayal Kırıklığı, uyanış, örgütlenme ve direniş. Uluslararası sempozyum. 26-27 aralık 2019. Bildiri özetleri. İstanbul,2019, s. 32. (Турция).

## Награды
По указу Президента Азербайджанской Республики награждён орденом «Шохрат» (28.10.2017), юбилейной медалью «100-летие Гейдара Алиева (1923–2023)» (2024). Награждён нагрудным знаком «Передовой работник образования» Министерства образования Азербайджанской Республики (2009), памятной медалью Академии наук Республики Казахстан (10.11.2017), юбилейной медалью Азербайджанской Республики «100-летие Азербайджанской Демократической Республики (1918–2008)» по указу Президента Азербайджанской Республики (27.05.2018), медалью «Парламент» Милли Меджлиса Азербайджанской Республики по случаю 100-летия азербайджанского парламента (2018), юбилейной медалью Азербайджанской Республики «100-летие дипломатической службы Азербайджанской Республики (1919–2019)» по распоряжению Министерства иностранных дел Азербайджана (09.07.2019), юбилейной медалью Азербайджанской Республики «100-летие Пограничной службы Азербайджана (1919–2019)» по приказу начальника Государственной пограничной службы Азербайджанской Республики (14.08.2019)